# 육군계약사령부
미국 육군계약사령부(United States Army Contracting Command (ACC))는 미국 육군에서 민간에 접촉하여 식재료, 옷부터 무기와 폭탄까지 미군에서 쓸 물품을 사들이는 공급계약을 맺는 업무를 도맡은 미국 육군물자사령부의 예하 사령부이다.

## 역사
2017년 4월 28일, 제412계약지원여단은 부대기 반납식을 마치고 해산하였다. 여단장은 FDO-포트 샘 휴스턴의 국장직위를 맡게 된다.

## 구조

### 지휘부

#### 일반참모
- G1 - Human Capital→인적 자본
- G2 - Intelligence and Security→첩보 및 보안
- G4/5/7/9 - 군수, 시설 및 전략 계획
- G6 - Chief Information Officer→최고 정보 책임자
- G8 - Resource Management→자원관리관

#### 특별참모
- 소규모 비지니스
- IRACO→내부 검토 및 감사준부서
- IG→감찰관
- EO/EEO→성평등/평등고용
- Command Counsel→지휘부 조언
- Contract Operations→계약 운영
- Legislative Liaison→입법연락관
- Historian→역사가

### 기관별 계약센터
- 항공미사일사령부(AMCOM)
- 통신전자사령부(CECOM)
- 합동탄약 및 살상력 생명주기사령부(JM&L)
- 수도권/워싱턴 육군 군관구
- 연구개발기술사령부(RDECOM)
- 록아일랜드 조병창
- 전차자동차 및 무장사령부(TACOM)
- 본토계약센터
  - ACC-에버딘 실험장 - 메릴랜드주
  - ACC-뉴저지 - 피카티니 조병창
  - ACC-올란도 - 플로리다주
  - ACC-레드스톤 - 앨라배마주
  - ACC-록아일랜드 - 일리노이주
  - ACC-워랜 - 미시간주
- 해외 계약지원여단
  - 제408계약지원여단 (미국 중부 육군) - 쿠웨이트 캠프 아리프잔
  - 제409계약지원여단 (미국 유럽-아프리카 육군) - 독일 셈바치 막사
  - 제410계약지원여단 (미국 남부 육군) - 텍사스주 포트 샘 휴스턴
  - 제411계약지원여단 (제8군/주한 미국 육군) - 대한민국 캠프 험프리스
  - 제413계약지원여단 (미국 태평양 육군)
  - 제414계약지원여단 (아프리카 육군)
- 직접보고부대
  - 제905계약대대 - 노스캐롤라이나주 포트 리버티

### 원정계약사령부
원정계약사령부(Expeditionary Contracting Command (ECC))는 국외 주둔 미국 육군에 공급할 군수산업 업체와의 계획을 맡는 부대를 관할하고 있으나, 2017년 10월 1일에 원정계약사령부는 육군계약사령부에 병합되었다.
provides effective and responsive 계약 지원 to 육군 및 다른 연방 조직  at 미국 대륙 바깥의 시설 , and provides effective and agile expeditionary contracting during military operations for Army service component commands and the Joint warfighter. ECC 산하 7개 계약지원여단 (모듈러 지휘부)는 육군근무구성군사령부에 직접 지원을 제공한다. 주한 미군 / 제8군; 미국 유럽 육군 / 제7군; 미국 남부 육군 / 제6군; 미국 중부 육군 / 제3군; 미국 태평양 육군; 미국 아프리카 육군 및 미국 본토 원정계약사령부. ECC 계약 영업 직원은 미국 육군 시설관리사령부와 본토 바깥 시설을 지원한다.

### 임무시설계약사령부
임무시설계약사령부(Mission and Installation Contracting Command (MICC))는 텍사스주 포트 샘 휴스턴에 본부를 두고 있다.
MICC 계약 활동은 미국 본토 안의 7개 계약원 및 36개 계약국 (DOCs)을 포함한다. 계약원과 DOCs는 미국 육군 시설관리사령부, 미국 육군 전력사령부 및 미국 육군 훈련 및 교리 사령부와 계약 지원 with contracting support for 기지운영, 전력투사, 학교 및 훈련소, 국가훈련소, 합동대응훈련소(Joint Readiness Training Center) 및 갖종 여러 , and various other tenant missions
- 제418계약지원여단 - 텍사스주 포트 카바조스
- 제419계약지원여단 - 노스캐롤라이나주 포트 리버티
- FDO-포트 샘 휴스턴
  - MICC-포트 벨보어 - 버지니아주
  - MICC-포트 녹스 - 캔터키주
  - MICC-포트 샘 휴스턴 - 텍사스주
- FDO-포트 유스티스
  - MICC-칼라일 막사 - 펜실베이니아주
  - MICC-포트 무어 - 조지아주
  - MICC-포트 유스티스 - 버지니아주
  - MICC-포트 아이젠아워 - 조지아주
  - MICC-포트 레번워스 - 켄사스주
  - MICC-포트 그레그-애덤스 - 버지니아주
  - MICC-포트 레너드 우드, 미주리주
  - MICC-포트 노보셀, 앨라배마주
  - MICC-포트 실 - 오클라호마주
  - MICC-프레지디오 오브 몬트레이 - 캘리포니아주 시사이드
  - MICC-웨스트포인트 - 뉴욕주 웨스트포인트

## 참고
1. ↑  Daniel P. Elkins (2017년 4월 28일). “412th Contracting Support Brigade cases its colors for inactivation” (영어). Joint Base San Antonio Public Affairs Office. Mission and Installation Contracting Command Public Affairs Office. 2020년 9월 12일에 확인함.
2. ↑  Hylton, David (2017년 10월 19일). “Expeditionary Contracting Command Cases Colors”. 《www.army.mil》 (영어). 2025년 1월 11일에 확인함.

- “FACT SHEET” (PDF). Army Contracting Command Public Affairs. 2019년 12월 11일에 확인함.
- “FACT SHEET” (PDF). Mission and Installation Contracting Command Public Affairs. 2020년 10월 24일에 원본 문서 (PDF)에서 보존된 문서. 2019년 12월 11일에 확인함.